# Proyección oblicua
En geometría euclidiana, proyección oblicua es aquella cuyas rectas proyectantes auxiliares son oblicuas al plano de proyección, estableciéndose una relación entre todos los puntos del elemento proyectante con los proyectados. 
En el plano, la proyección oblicua es aquella cuyas líneas proyectantes auxiliares son oblicuas a la recta de proyección.
Así, dado un segmento, bastará proyectar los puntos "extremos" del segmento –mediante líneas proyectantes auxiliares oblicuas, para determinar la proyección sobre la recta.

## Ejemplo
Además del dibujo técnico e ilustraciones, los videojuegos (especialmente aquellos anteriores a la llegada de los juegos 3D) también usaban a menudo una forma de proyección oblicua. Algunos ejemplos son: SimCity, Ultima VII, EarthBound, o Paperboy.

Las figuras de la izquierda son  proyecciones ortográficas. La figura de la derecha es una proyección oblicua con un ángulo de 30° y 0,5 de reducción.
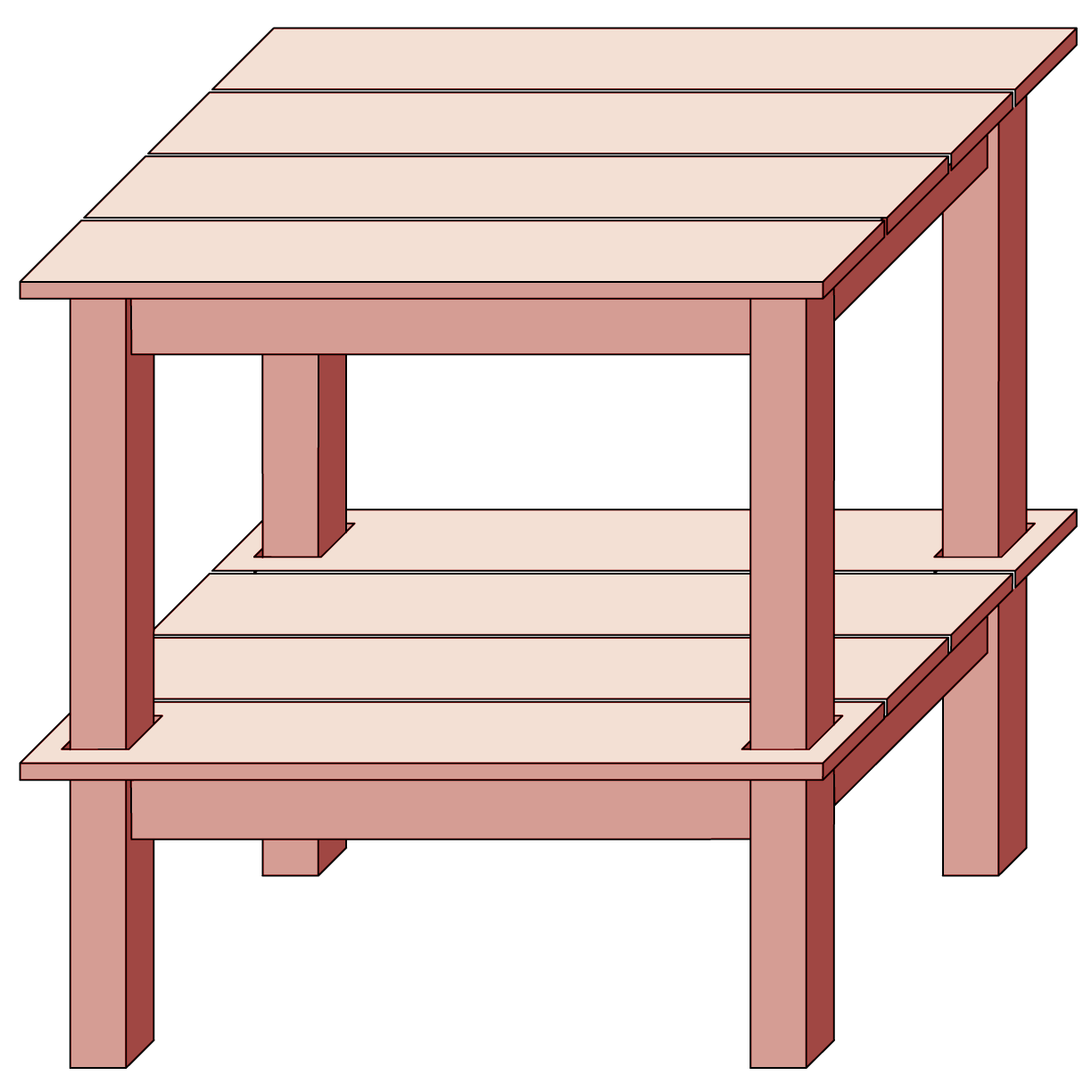
Mueble de jardinero dibujado en perspectiva caballera: una proyección oblicua con ángulo de 30º y reducción de 1,0.
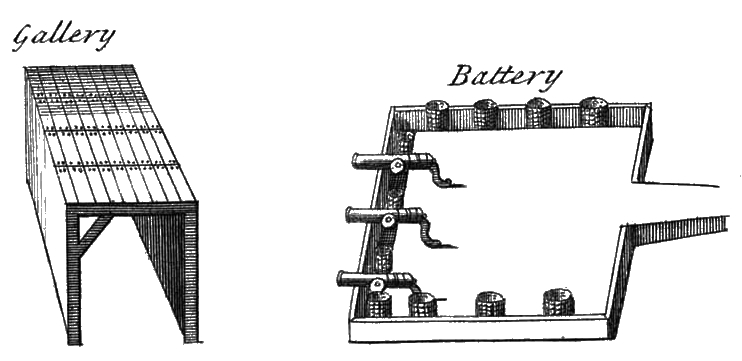
Piezas de fortificación en perspectiva caballera aparente (Cyclopaedia vol. 1, 1728).
Cómo se usan las coordenadas para dibujar un punto en una perspectiva caballera.